# Rocznik Przekładoznawczy
Rocznik Przekładoznawczy. Studia nad teorią, praktyką i dydaktyką przekładu jest ogólnopolskim pismem, wydawanym przez Wydział Humanistyczny Uniwersytetu Mikołaja Kopernika w Toruniu. W skład redakcji wchodzą przedstawiciele różnych neofilologii tegoż uniwersytetu. Periodyk wychodzi od 2005 roku. Od 27 marca 2013 roku Rocznik publikowany jest w całości również na platformie cyfrowej czasopism Uniwersytetu Mikołaja Kopernika, gdzie na zasadach wolnego dostępu znajdują się wszystkie numery od pierwszego wydania. Rocznik koncentruje się na teorii, praktyce i dydaktyce przekładu i stanowi forum wymiany myśli między tłumaczami-praktykami a przedstawicielami środowisk naukowych zajmującymi się przede wszystkim teorią i dydaktyką przekładu. 